# Jakub Popiwczak

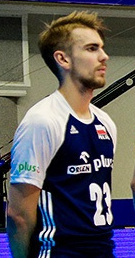
Jakub Popiwczak reprezentantem Polski w 2019 roku

Jakub Popiwczak (ur. 17 kwietnia 1996 w Legnicy) – polski siatkarz, grający na pozycji libero, wicemistrz świata (2022), mistrz Europy (2023) i zwycięzca Ligi Narodów (2023). Uczył się w Zespole Szkół Mistrzostwa Sportowego w Jastrzębiu-Zdroju. Zaczynał jako zawodnik Ikara Legnica. Uczęszczał do ZSI w Legnicy. Studiował na AWF w Katowicach.
Jego ojciec Dariusz był siatkarzem, a młodszy brat Filip, również gra na pozycji libero. Mama była koszykarką.
W 2022 roku urodził mu się syn o imieniu Jan. 17 sierpnia 2024 roku wziął ślub z Magdaleną Wróbel, która z zawodu jest prawniczką. W 2019 roku opublikowała swoją książkę "Podatek dochodowy od osób prawnych". Zanim związała swoją karierę z prawem, pasjonowała się tańcem i była tancerką.

## Sukcesy klubowe

### młodzieżowe
Mistrzostwa Polski Kadetów:
- 2013

Mistrzostwa Polski Juniorów:
- 2015

Młoda Liga:
- 2016

### seniorskie
Mistrzostwo Polski:
- 2021, 2023[7], 2024[8]
- 2022[9]
- 2013, 2014, 2017, 2019

Liga Mistrzów:
- 2023[10], 2024[11]
- 2014, 2025[12]

Superpuchar Polski:
- 2021, 2022[13]

Puchar Polski:
- 2025[14]

## Sukcesy reprezentacyjne
Liga Narodów:
- 2023[15], 2025[16]
- 2019, 2022[17], 2024[18]

Puchar Świata:
- 2019

Mistrzostwa Świata:
- 2022[19]

Mistrzostwa Europy:
- 2023[20]

## Sukcesy indywidualne
- MVP PreZero Grand Prix PLS 2020[21]